# José de Jesús (Boxer)
José de Jesús (* 12. August 1963 in Cayey, Puerto Rico) ist ein ehemaliger puerto-ricanischer Boxer im Halbfliegengewicht. 

## Profikarriere
Im Jahre 1981 begann er erfolgreich seine Profikarriere. Am 19. Mai 1989 boxte er gegen Fernando Martínez um den Weltmeistertitel des Verbandes WBO und siegte durch „technische Punktentscheidung“ in Runde 9. Diesen Gürtel verteidigte er insgesamt dreimal und hielt ihn bis zum 1. März 1992.
Im Jahre 1999 beendete er seine Karriere.